# Boje Maaßen
Boje Maaßen (* 11. Juni 1939 in Elmshorn) ist ein deutscher Pädagoge und Fachautor. Der ehemalige Akademische Oberrat der Universität Flensburg war Mitbegründer der Partei Die Grünen.

## Leben
Nach dem Besuch der Volksschule und dem Abschluss einer Schlachterlehre absolvierte Maaßen das Abitur an der Abendschule vor dem Holstentor und schloss das Lehramtsstudium an. Hernach war er als Hauptschullehrer auf Föhr tätig. Daneben begann er pädagogische Fachbeiträge zu publizieren. Eine erste eigenständige Buchveröffentlichung erschien 1973 bei der Neue-Deutsche-Schule-Verlagsgesellschaft in Essen mit Umweltschutz im Unterricht: Materialien, Lernziele, Unterrichtseinheiten.
In der zweiten Hälfte der 1970er Jahre war Maaßen dann Mitbegründer der Grünen Liste Schleswig-Holsteins und gleichsam Anführer und Spitzenkandidat der Organisation. 1978 zog er mit der GLSH in den Kreistag Nordfrieslands ein, dessen Mitglied er bis 1982 blieb. Bei der Landtagswahl 1983 in Schleswig-Holstein fungierte er schließlich als Spitzenkandidat der Partei Die Grünen. Kurz nach der Wahl, die Grünen waren deutlich an der Fünfprozenthürde gescheitert, trat er aus der Partei aus.
1987 wurde Maaßen als Dozent an die Universität Flensburg (damals noch Pädagogische Hochschule) berufen, wo er am Institut für Schulpädagogik tätig war. 1994 promovierte er dort zum Thema Naturerleben (Beiträge zur Theorie des Naturerlebens als pädagogische Antwort auf die ökologische Krise). Es folgte seine Ernennung zum Akademischen Oberrat der Hochschule.
Schwerpunkte der wissenschaftlichen Arbeit Maaßens, die weiterhin auch in Fachbeiträgen und Buchveröffentlichungen Niederschlag findet, sind Handlungstheorie, Bild und Wort, Theorie der Eigenbewegung sowie ökologische Bildung. Eine Würdigung seiner unkonventionellen didaktischen Konzepte findet sich in Gerd Heursens Buch über Ungewöhnliche Didaktiken (1997).  Maaßen ist auch in dem umfangreichen Standardwerk Allgemeines und Differentielles im pädagogischen Denken (2008) mit einem Beitrag vertreten.
Maaßen ist verheiratet und lebt in Flensburg.

## Wissenschaftliches Werk:Eigenbewegung und Sinnlichkeit
Boje Maaßens umfangreiche Arbeit zum Thema „Eigenbewegung und Sinnlichkeit“ wird in der Fachwelt als „grundlegend“ anerkannt.
Als Eigenbewegung werden von Maaßen ortsverändernde Bewegungen bezeichnet, die mit Hilfe körpereigener Muskeln geschehen, also beispielsweise zu Fuß gehen, Rad fahren oder Skaten. Dabei liegt der Fokus auf Eigenbewegungen im Alltagsleben und weniger im Zusammenhang von Sport.
Seinen zentralen Gedanken skizziert er so:
Die Eigenbewegung ist ein anthropologischer  und damit ein politischer Begriff. Eigenbewegung  ist  aus meiner Perspektive der zentrale Oppositionsbegriff zur gegenwärtigen "Lebens"weise, die zunehmend Eigenbewegung durch Fremdbewegung ersetzt, so dass das Leben in allen Gebieten drastisch reduziert wird und nur noch in Schwundformen und Inszenierungen anzutreffen ist. Unter Fremdbewegung werden hier das Transportiertwerden und nicht fremde Eigenbewegungen verstanden.

## Schriften (Auswahl)
- Geht los. Plädoyer für die Eigenbewegung des Menschen – Flensburg: Baltica-Verl. Glücksburg, 2006, ISBN 978-3-934097-25-4.
- Naturerleben oder der andere Zugang zur Natur – Baltmannsweiler: Schneider-Verlag. Hohengehren, 1994, ISBN 3-87116-945-5.
- Materialien zur Umwelterziehung in allgemeinbildenden Schulen / Bd. 1. Bis 1974, ISBN 3-7614-0479-4.
  - Materialien zur Umwelterziehung in allgemeinbildenden Schulen – Köln: Aulis-Verlag Deubner
  - Unterrichtsmaterialien zur Umwelterziehung – Köln: Aulis-Verlag Deubner
- Unterrichtsmaterialien zum Bereich Ökologie, Umweltschutz: eine annotierte Bibliographie – Kiel: Inst. f. d. Pädagogik d. Naturwiss. an d. Christian-Albrechts-Universität, 1975
- Umweltschutz im Unterricht – Essen: Neue-Deutsche-Schule-Verlagsgesellschaft, 1973, ISBN  	3-87964-198-6.